# 格納斯
格納斯是奥地利施蒂利亚州费尔德巴赫县的一个市镇。总面积15.84平方公里，总人口1912人，人口密度120.7人/平方公里（2001年）。